# Wasserkelche
Die Wasserkelche (Cryptocoryne), selten auch Wassertrompeten genannt, sind eine Pflanzengattung innerhalb der Familie der Aronstabgewächse (Araceae). Einige der etwa 62 Arten werden als Aquarienpflanzen verwendet.

## Beschreibung

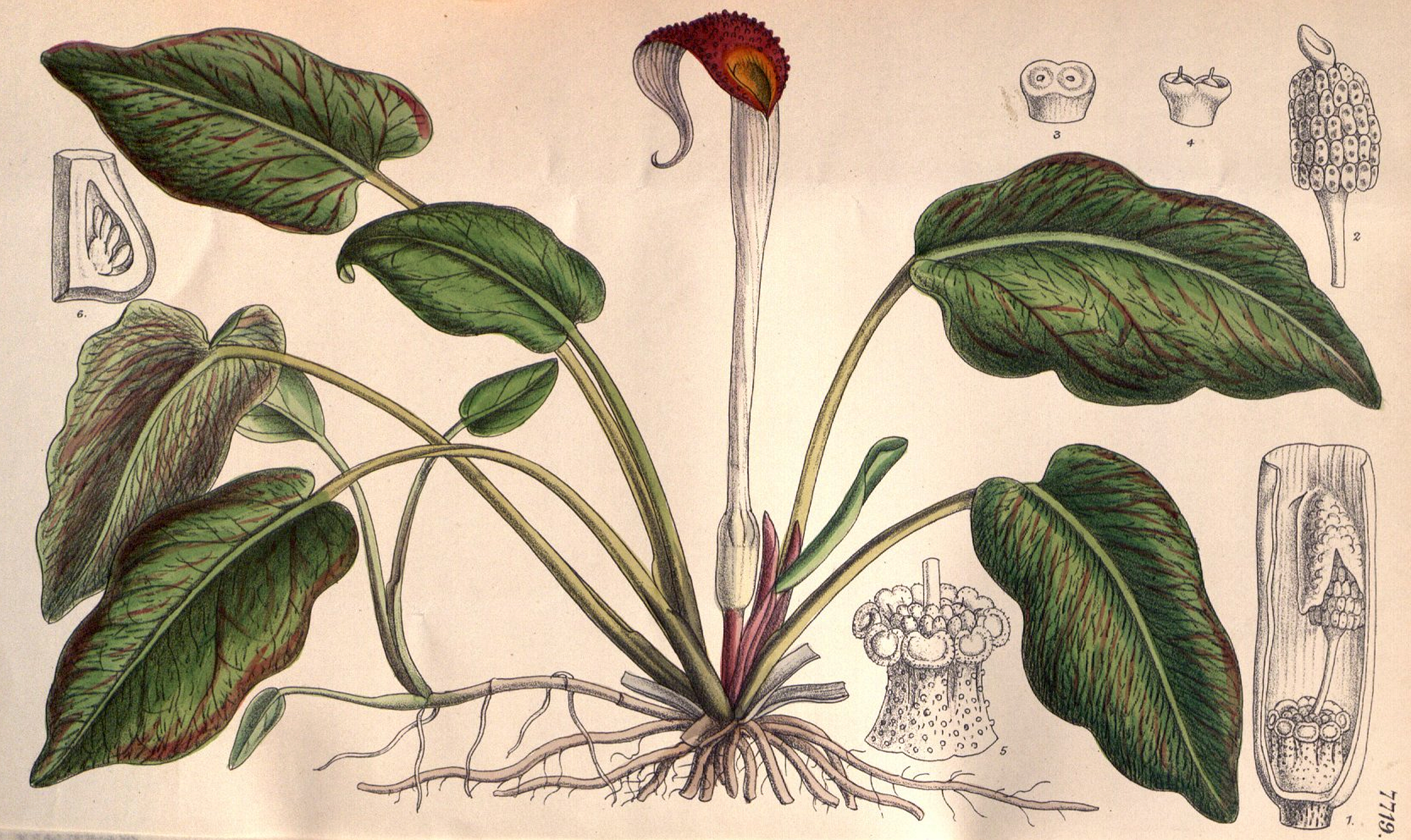
Illustration von Griffiths Wasserkelch (Cryptocoryne griffithii)

### Vegetative Merkmale
Wasserkelch-Arten sind ausdauernde krautige Pflanzen. Sie gedeihen als Wasser- und Sumpfpflanzen und können submers (unter Wasser) und emers (über Wasser) leben. Sie vermehren sich überwiegend durch kriechende, seltener durch aufrechte Rhizome. Die Arten sind in ihrem Erscheinungsbild sehr variabel, da sie damit auf ihre jeweilige Umwelt reagieren. Die parallelnervigen, einfachen Laubblätter sind meist gestielt und stehen in grundständigen Rosetten.

### Generative Merkmale
Zur Blütenbildung kommen sie nur während einer emersen Phase. Cryptocoryne-Arten sind einhäusig getrenntgeschlechtig (monözisch). Der Blütenstand besteht aus einer gestielten Spatha (Hochblatt), die an der Basis zu einem Kessel erweitert ist. Im Kessel sind die weiblichen und männlichen Blüten rund um den Kolben (Spadix) angeordnet. Ganz unten befinden sich meist sechs fertile weibliche Blüten mit einem Stempel bestehend aus dem aus drei Fruchtblättern verwachsenen Fruchtknoten, Griffel und Narbe. Dann folgt ein schmaler kahler, steriler Kolbenabschnitt. Darüber befinden sich 40 männliche Blüten. Der oberste Teil des Kolbens ist wieder kahl. Die eingeschlechtigen Blüten sind dreizählig.
Es werden Beeren gebildet.

## Standorte
Bei Cryptocoryne-Arten handelt sich um Wasser- und Sumpfpflanzen. Sie bewohnen fließende Gewässer, Ufer von diesen sowie Restwassertümpel von Überschwemmungsgebieten. 

## Systematik und Verbreitung
Der bereits durch Friedrich Ernst Ludwig von Fischer verwendete Name Cryptocoryne wurde 1830 als Gattung gültig veröffentlicht durch Heinrich Wydler in Linnaea. Band 5, S. 428 aufgestellt. Typusart ist Cryptocoryne spiralis (Retz.) Fisch. ex Wydler, die 1779 als Arum spirale von Anders Jahan Retzius erstveröffentlicht wurde. Der botanische Gattungsname Cryptocoryne leitet sind von den griechischen Wörtern kryptos für „verborgen“ sowie koryne für Kolben ab und bezieht sich auf die in dem zu einem Kessel erweiterten gestielten Blütenstand (Spatha) verborgenen Blütenorgane. Cryptocoryne Fisch. ex Wydler ist Myrioblastus Wall. ex Griff.
Die Gattung Cryptocoryne gehört zur Tribus Cryptocoryneae in der Unterfamilie Aroideae innerhalb der Familie Araceae.
Die Gattung Cryptocoryne ist im tropischen Indien, Süd- und Südostasien sowie auf Neuguinea verbreitet.

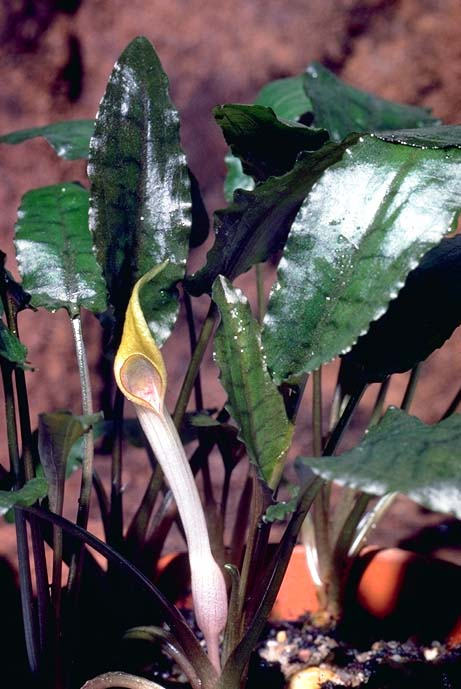
Habitus und Blütenstand von Becketts Wasserkelch (Cryptocoryne beckettii)

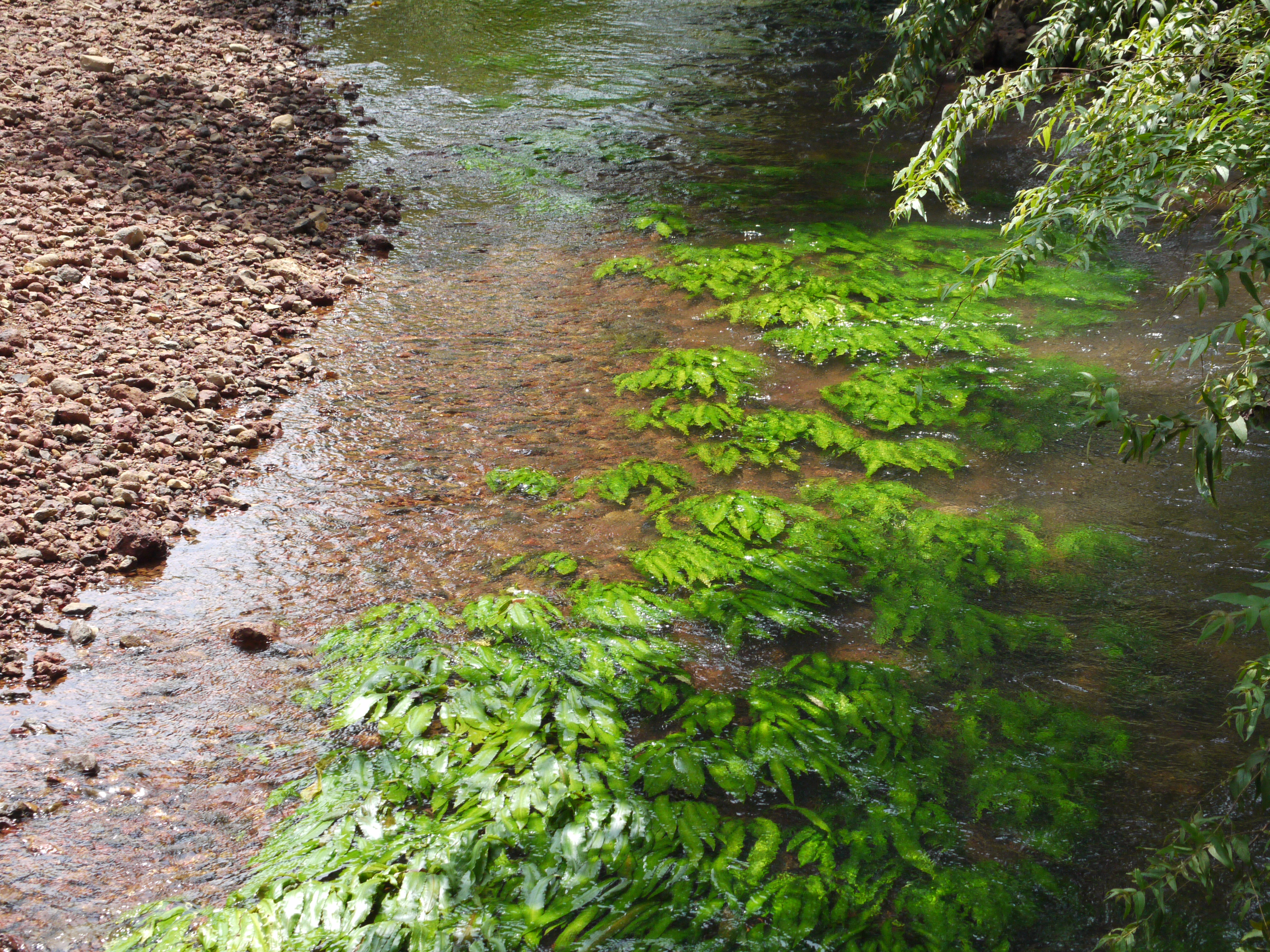
Cryptocoryne cognata submers im Habitat

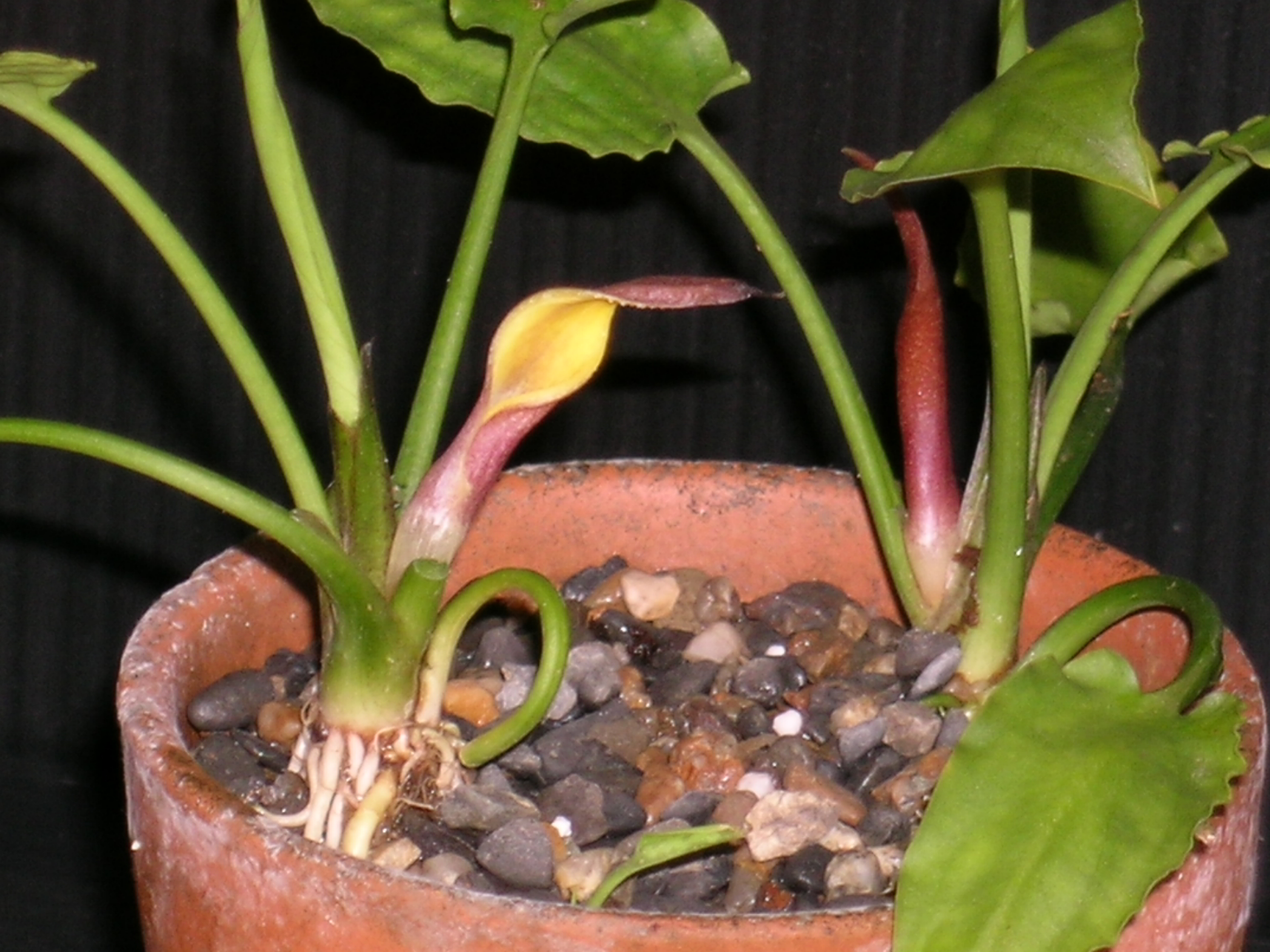
Habitus und Blütenstand von Cryptocoryne pontederiifolia

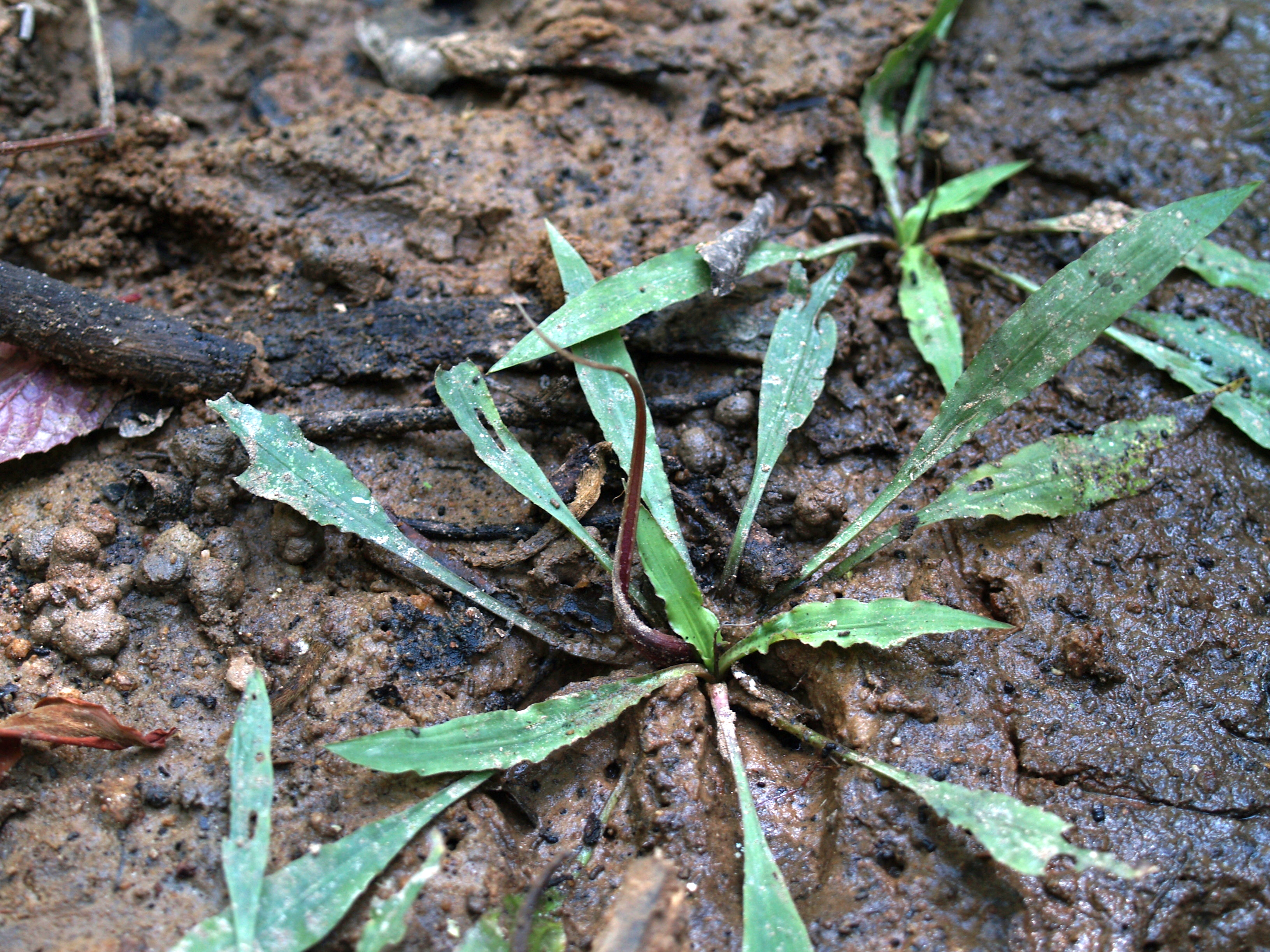
Emerse Cryptocoryne spiralis

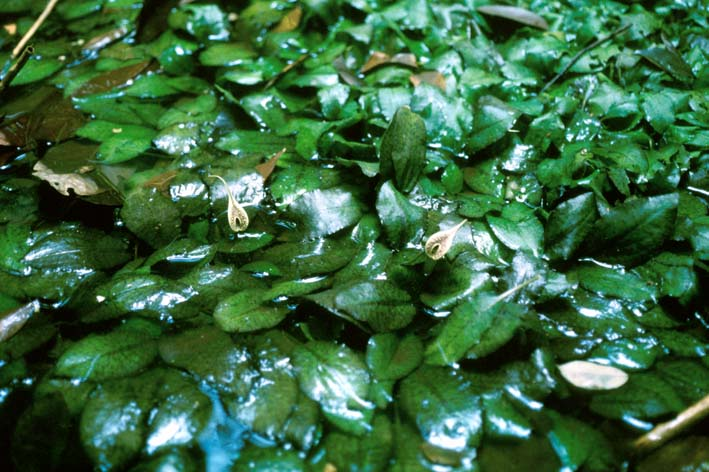
Cryptocoryne ×timahensis

Es gibt etwa 62 Arten in der Gattung Cryptocoryne:
- Cryptocoryne affinis N.E.Br.: Sie kommt von Thailand bis Malaysia vor.[3]
- Cryptocoryne alba de Wit, manchmal „Weißer Wasserkelch“ genannt[5]: Dieser Endemit kommt nur im südwestliche Sri Lanka vor.[3]
- Weißlicher Wasserkelch[6]  (Cryptocoryne albida R.Parker): Er kommt vom Indien bis China vor.[3]
- Cryptocoryne annamica Serebryanyi, manchmal „Annam-Wasserkelch“ genannt[7]: Er kommt nur in Vietnam vor.[3]
- Cryptocoryne aponogetifolia Merr.: Sie kommt auf den Philippinen (auf den Inseln Negros, Panay sowie südöstlichen Luzon) vor.[3]
- Cryptocoryne aura Wongso & Ipor: Sie wurde 2016 aus Kalimantan erstbeschrieben.[3]
- Cryptocoryne auriculata Engl.: Sie kommt nur auf den zu den Philippinen gehörenden Inseln Palawan sowie Mindanao und in Sarawak vor.[3]
- Cryptocoryne bangkaensis Bastm.: Sie wurde 2007 aus Sumatra erstbeschrieben[3]
- Cryptocoryne bastmeijeri Wongso: Sie wurde 2017 aus Kalimantan erstbeschrieben.[3]
- Becketts Wasserkelch[6] (Cryptocoryne beckettii Thuill. ex Trim.): Er kommt nur in Sri Lanka vor.[3]
- Cryptocoryne bogneri Rataj: Dieser Endemit kommt nur im südwestlichen Sri Lanka vor.[3]
- Cryptocoryne bullosa Becc.: Dieser Endemit kommt nur in Sarawak vor.[3]
- Bewimperter Wasserkelch[6] Cryptocoryne ciliata (Roxb.) Fisch. ex Wydler: Er kommt von Indien bis Neuguinea vor.[3]
- Cryptocoryne cognata Schott: Sie kommt im südlichen sowie östlichen Indien vor.[3]
- Cryptocoryne consobrina Schott: Sie kommt nur im südwestlichen Indien vor.[3]
- Herzblättriger Wasserkelch[6]  (Cryptocoryne cordata Griff., Syn.: Cryptocoryne blassii de Wit, Cryptocoryne evae Rataj, Cryptocoryne kerrii Gagnep., Cryptocoryne siamensis Gagnep., Cryptocoryne stonei Rataj)[3]: Es gibt seit 2002 vier oder fünf Varietäten:[3]
  - Cryptocoryne cordata Griff. var. cordata: Sie kommt auf der Thailändischen Halbinsel, in Malaysia, auf Borneo und auf Java vor.[3]
  - Cryptocoryne cordata var. diderici (de Wit) N.Jacobsen (Syn.: Cryptocoryne diderici de Wit): Sie ist seit 2002 eine Varietät und kommt nur auf der Malaiischen Halbinsel vor.[3]
  - Cryptocoryne cordata var. grabowskii (Engl.) N.Jacobsen (Syn.: Cryptocoryne grabowskii Engl., Cryptocoryne grandis Ridl.): Sie kommt auf Borneo vor.[3]
  - Cryptocoryne cordata var. zonata (de Wit) N.Jacobsen (Syn.: Cryptocoryne zonata de Wit): Sie kommt auf Borneo vor.[3]
- Cryptocoryne coronata Bastm. & Wijng.: Sie wurde 1999 aus den Philippinen erstbeschrieben.[3]
- Grasblättriger Wasserkelch[6][8]  (Cryptocoryne crispatula Engl.): Er kommt vom östlichen Indien bis Indonesien und südlichen China vor.[3]
- Cryptocoryne cruddasiana Prain: Die Heimat ist Myanmar.[3]
- Cryptocoryne decus-silvae de Wit: Die Heimat ist Malaysia.[3]
- Cryptocoryne dewitii N.Jacobsen: Sie kommt nur in Papua-Neuguinea vor.[3]
- Cryptocoryne edithiae de Wit: Sie kommt nur in Kalimantan vor.[3]
- Cryptocoryne elliptica N.E.Br.: Die Heimat ist Malaysia.[3]
- Cryptocoryne erwinii Wongso & Ipor: Sie wurde 2017 aus Kalimantan erstbeschrieben.[3]
- Cryptocoryne ferruginea Engl.: Sie kommt nur in Sarawak vor.[3]
- Rotbrauner Wasserkelch[6]  (Cryptocoryne fusca de Wit): Die Heimat ist Borneo.[3]
- Griffiths Wasserkelch[6]  (Cryptocoryne griffithii Schott): Die Heimat ist Malaysia und Borneo.[3]
- Cryptocoryne hudoroi Bogner & N.Jacobsen: Sie kommt nur in Kalimantan vor.[3]
- Cryptocoryne ideii Budianto: Sie wurde 2004 aus Kalimantan erstbeschrieben.[3]
- Cryptocoryne isae Wongso: Sie wurde 2017 aus Kalimantan erstbeschrieben.[3]
- Cryptocoryne jacobsenii de Wit: Die Heimat ist Sumatra.[3]
- Cryptocoryne keei N.Jacobsen: Sie kommt nur in Sarawak vor.[3]
- Cryptocoryne lingua Becc. ex Engl.: Die Heimat des Zungenwasserkelchs ist Borneo (Sarawak).[3]
- Cryptocoryne loeiensis Bastm., T.Idei & N.Jacobsen: Sie wurde 2010 erstbeschrieben und kommt vom nordöstlichen Thailand bis Laos vor.[3]
- Cryptocoryne longicauda Becc. ex Engl.: Die Heimat ist das westliche Malesien.[3]
- Cryptocoryne mekongensis T.Idei, Bastm. & N.Jacobsen: Die Heimat ist Thailand und Laos.[3]
- Cryptocoryne minima Ridl. (Syn.: Cryptocoryne amicorum de Wit & N.Jacobsen, Cryptocoryne gasseri N.Jacobsen, Cryptocoryne zewaldiae de Wit): Sie kommt auf der Malaiischen Halbinsel und auf Sumatra vor.[3]
- Cryptocoryne moehlmannii de Wit: Sie kommt im zentralen westlichen Sumatra vor.[3][9]
- Nevills Wasserkelch[6][10]  (Cryptocoryne nevillii Trimen): Dieser Endemit kommt nur im östlichen Sri Lanka vor.[3]
- Cryptocoryne noritoi Wongso: Sie wurde 2005 aus dem östlichen Borneo erstbeschrieben.[3]
- Cryptocoryne nurii Furtado: Die Heimat ist Malaysia.[3]
- Cryptocoryne pallidinervia Engl., manchmal auch „Hellnerviger Wasserkelch“ genannt: Die Heimat ist Borneo.[3]
- Kleiner Wasserkelch[6]  (Cryptocoryne parva de Wit): Seine Heimat ist Sri Lanka.[3]
- Cryptocoryne pontederiifolia Schott: Die Heimat des „Pontederia-blättrigen Wasserkelchs“ ist Sumatra.[3]
- Purpur-Wasserkelch[6]  (Cryptocoryne ×purpurea Ridl. = Cryptocoryne cordata × Cryptocoryne griffithii): Er kommt im westlichen Malesien vor.[3]
- Cryptocoryne pygmaea Merr.: Die Heimat sind die Philippinen.[3]
- Cryptocoryne regina Wongso & Ipor: Sie wurde 2017 aus Kalimantan erstbeschrieben.[3]
- Gedrehter Wasserkelch[6] (Cryptocoryne retrospiralis (Roxb.) Kunth): Er kommt von Indien bis Myanmar vor.[3]
- Cryptocoryne sahalii Wongso & Ipor: Sie wurde 2017 aus Kalimantan erstbeschrieben.[3]
- Cryptocoryne schulzei de Wit: Die Heimat ist die Malaiische Halbinsel bei Johor.[3][11]
- Cryptocoryne scurrilis de Wit: Die Heimat ist Sumatra.[3]
- Cryptocoryne sivadasanii Bogner: Die Heimat ist das südwestliche Indien.[3]
- Cryptocoryne spiralis (Retz.) Fisch. ex Wydler, benannt nach der spiraligen Spathaspreite:[12] Die Heimat ist Indien und Bangladesch.[3]
- Cryptocoryne striolata Engl.: Die Heimat ist Borneo.[3]
- Thwaites-Wasserkelch[6] (Cryptocoryne thwaitesii Schott) Er wurde nach G. H. K. Thwaites (1812–1882) benannt[13]: Dieser Endemit kommt nur im südwestlichen Sri Lanka vor.[3]
- Cryptocoryne × timahensis Bastm.: Diese 2001 erstveröffentlichte Naturhybride aus Cryptocoryne cordata × Cryptocoryne nurii kommt nur in Singapur vor.[3]
- Cryptocoryne uenoi Yuji Sasaki: Sie wurde 2002 aus Sarawak erstbeschrieben.[3]
- Gewellter Wasserkelch[6]  (Cryptocoryne undulata Wendt): Seine Heimat ist Sri Lanka.[3]
- Cryptocoryne usteriana Engl.: Die Heimat sind die Philippinen.[3]
- Versteegs Wasserkelch[6]  (Cryptocoryne versteegii Engl.): Seine Heimat ist Neuguinea.[3]
- Cryptocoryne vietnamensis I.Hertel & H.Mühlberg: Dieser Endemit kommt nur in der vietnamesischen Provinz Quam Nam Da Nang vor.[14][3]
- Cryptocoryne villosa N.Jacobsen: Die Heimat ist Sumatra.[3]
- Walkers Wasserkelch[6]  (Cryptocoryne walkeri Schott): Seine Heimat ist Sri Lanka.[3]
- Wendts Wasserkelch[6]  (Cryptocoryne wendtii de Wit): Er wurde nach Albert Wendt (1887–1958), Verfasser von Die Aquarienpflanzen in Wort und Bild, benannt und seine Heimat ist Sri Lanka.[15][3]
- Willis-Wasserkelch[6]  (Cryptocoryne ×willisii Reitz = Cryptocoryne parva × Cryptocoryne walkeri): Er kommt in Sri Lanka vor.[3]
- Cryptocoryne wongsoi Ipor: Sie wurde 2016 aus Sumatra erstbeschrieben.[3]
- Cryptocoryne yujii Bastm.: Sie wurde 2002 aus Sarawak erstbeschrieben.[3] Es gibt seit 2017 zwei Varietäten.[3]
- Cryptocoryne zaidiana Ipor & Tawan: Sie wurde 2005 aus Sarawak erstbeschrieben.[3]
- Cryptocoryne zukalii Rataj: Sie kommt in Malaysia vor.[3]

## Bedeutung für die Aquaristik
100 bis 150 Arten unterschiedlichster Pflanzenfamilien werden regelmäßig im Fachhandel für die Bepflanzung von Aquarien angeboten. Darunter befinden sich etwa 10 bis 15 Wasserkelch-Arten. Die übrigen Arten werden zwar gleichfalls kultiviert, ihre Haltung stellt jedoch besondere Anforderungen. Dies gilt insbesondere für die meisten Exemplare der Cryptocoryne-cordata-Gruppe (Cryptocoryne blassii, Cryptocoryne purpurea, Cryptocoryne siamensis u. a.). Leichter zu pflegen sind beispielsweise Cryptocoryne hudoroi und Cryptocoryne spiralis. Viele Arten benötigen für eine erfolgreiche Kultur außerdem eine emerse Kultur und sind daher am besten in Paludarien zu halten.
Wasserkelch-Arten gehören generell zu den eher anfälligen Aquarienpflanzen. Sie reagieren oft empfindlich auf Veränderungen von Wasserwerten. Es kommt dann häufig zu der sogenannten Cryptocorynenfäule, bei der sich die Blätter zersetzen.
Es gibt auch in Kultur entstandene Hybriden:
- Cryptocoryne walkeri × Cryptocoryne nevillii (Bastard-Wasserkelch): Eine künstliche Hybride.[18]